# Ten’an
Ten’an (japanisch 天安, auch Tennan) ist eine japanische Ära (Nengō) von  März 857 bis Mai 859 nach dem gregorianischen Kalender. Der vorhergehende Äraname ist Saikō, die nachfolgende Ära heißt Jōgan. Die Ära fällt in die Regierungszeit der Kaiser (Tennō) Montoku und Seiwa. 
Der erste Tag der Ten’an-Ära entspricht dem 20. März 857, der letzte Tag war der 19. Mai 859. Die Ten’an-Ära dauerte drei Jahre oder 791 Tage.

## Ereignisse
- 858  Tennō Montoku stirbt, zunächst folgt ihm Korehito-shinnō, kurz danach wird Tennō Seiwa im Alter von acht Jahren inthroniert